# Замок Мариаштайн
Замок Мариаштайн (нем. Schloss Mariastein) — средневековый замок, расположенный на территории тирольской коммуны Мариаштайн, в округе Куфштайн. Расположен на террасе горы Ангерберг, примерно на высоте 150 м над долиной реки Инн. Первоначально замок назывался «Штайн» (Stayn); после постройки часовни и начала паломничества к Деве Марии, в 1587 году, он был переименован в «Мариаштайн» (Mariastein).

## История
Высокая укрепленная жилая башня замка в Мариаштайне построены на скале: высота башки составляет 42 м, при толщине стен в 1,75 м — на башню можно подняться по 150 ступеням. Замок был построен около 1361 года по заказу представителей рода фон Фройндсберг, проживавших в родовом замке в Шваце. В тот период ключевая дорога региона — в Розенхайм — проходила мимо замка Штайн. В 1379 году Ганс фон Фройндсберг продал «замок на Штайне» баварским герцогам; в 1448 году герцог Баварии Генрих XVI фон Нидербайерн продал замок и земли Гансу Эббсеру — замок стал частью территории Австрии.
В 1558 году замок принадлежал Георгу Ильсунгу (Georg Ilsung) из Аугсбурга. В тот период, согласно легенде, произошло так называемое «Марианское чудо»: когда Георг Ильсунг хотел перевести почитаемую статую Богородицы в город Аугсбург, ангелы дважды возвращали её в замок. После распространения данной легенды, Мариаштайн стал местом паломничества, особенно распространившегося в XVIII веке. В середине XX века архиепископ Зальцбурга Андреас Рорахер (1943—1969) восстановил местный храм, частично разрушенный во время Второй мировой войны.